# Atractus albuquerquei
Atractus albuquerquei är en ormart som beskrevs av da Cunha och do Nascimento 1983. Atractus albuquerquei ingår i släktet Atractus och familjen snokar. IUCN kategoriserar arten globalt som livskraftig. Inga underarter finns listade.
Arten förekommer i centrala Brasilien. Den lever i skogar och i landskapet Cerradon. Individerna gräver ofta i marken.